# غريغ لي (كرة سلة)
غريغ لي (بالإنجليزية: Greg Lee)‏ مواليد 12 ديسمبر 1951 في كاليفورنيا، هو مدرب كرة سلة أمريكي ولاعب معتزل. تم اختياره من قبل فريق أتلانتا هوكس خلال الدرافت. بلغ طوله 6 قدم 3 بوصة (1.9 م). لعب مع بورتلاند ترايل بلايزرز وباير جاينتز ليفركوزن.

## روابط خارجية
- غريغ لي على موقع إن بي أي (الإنجليزية)
- غريغ لي على موقع سبورتس رفرنس (الإنجليزية)
- غريغ لي على موقع كلية كرة السلة في سبورتس رفرنس.كوم (الإنجليزية)
- غريغ لي على موقع ريلجم (الإنجليزية)
- غريغ لي على موقع بروبوليرز (الإنجليزية)
- غريغ لي على موقع قاعدة بيانات الكرة الطائرة الشاطئية (الإنجليزية)